# Verónica Pamiés
Verónica Pamiés Morera (nascida em 23 de março de 1976) é uma jogadora de bocha paralímpica espanhola da classe BC3.

## Carreira
No Campeonato Espanhol de Bocha por Equipes de 2011, realizado em Elche, Verónica terminou em terceiro lugar nas provas individual e de duplas da categoria BC3. Disputou, em agosto de 2011, o Mundial de Bocha em Belfast, na Irlanda do Norte, o qual fez parte do processo de classificação para os Jogos Paralímpicos de Londres. Jogando na competição por equipes, sua equipe, a Espanha, foi eliminada ainda na fase de grupos, ao perder para Croácia, Grécia e Singapura.
Em janeiro de 2012, Verónica participou de um training camp organizado pela Federação Espanhola de Paralisia Cerebral (FEDPC) e pela Federação Espanhola de Esportes de Pessoas com Deficiência Física (FEDDF), junto com outros vinte e quatro jogadores de bocha de toda a Espanha, realizado no CRE San Andrés. A programação fazia parte dos preparativos da equipe nacional de bocha para os Jogos de Londres. Participou dos Jogos Paralímpicos de Londres 2012, onde perdeu por 1 a 0 nas quartas de final. Integrou a delegação espanhola no Campeonato Europeu, disputado em junho de 2013, em Guimarães, Portugal. Em outubro de 2013, Verónica foi considerada a segunda melhor atleta espanhola de sua categoria.
Atualmente pertence à equipe Infinits Somriures.

## Vida pessoal
Verónica tem paralisia cerebral.